# El Fugurull
Fugurull és una masia de Manlleu (Osona) inclosa a l'Inventari del Patrimoni Arquitectònic de Catalunya.

## Descripció
És una masia de planta rectangular coberta a dues vessants amb el carener perpendicular a la façana, que està orientada a llevant. El portal és descentrat del cos de l'edificació i és d'arc rebaixat emmarcat per carreus de pedra, que emmarquen també la finestra del primer pis. Adossat a la part dreta i formant angle recte hi ha un cos de galeries de planta rectangular formant un angle a la part de migdia. A tramuntana hi ha finestres de tipus conopial i unes interessants reixes de ferro forjat. A ponent hi ha també finestres conopials.
Les galeries en arc rebaixat del primer i segon pisos, al sector de migdia, tenen una escala exterior a través de la qual es pot accedir al primer pis.

## Història
L'antic mas es troba al sector de Sant Julià de Vilamirosa, i formà part d'una antiga demarcació de la civitas de Roda.
Des del segle xv es constituí com a batllia independent que a principis del segle xix s'uní a Masies de Manlleu i el 1884 quedà unit a Manlleu. Aquest mas va experimentar una sensible reforma en època de Francesc Fugurull, al segle xviii, i també als segles següents.
Hi ha notícies del mas en el fogatge de la parròquia i terme de Vila Setrú de l'any 1553, on apareix esmentat com a "Mas Sugurull".
En diverses zones de la casa apareixen dates que refereixen a la construcció: 1805, al portal; 1905, als porxos, 1864, al portal de la lliça. A les finestres de ponent apareixen les següents inscripcions: 1737 Francisco Fugurull.